# Taranto Football Club 1927 2020-2021
Questa pagina raccoglie i dati riguardanti il Taranto Football Club 1927 nelle competizioni ufficiali della stagione 2020-2021.

## Stagione
Il Taranto, in questa stagione, partecipa al campionato di Serie D, quarto livello nazionale e primo dilettantistico,  dopo il sesto posto ottenuto nella stagione precedente.
La stagione inizia il 18 luglio con la presentazione dell'allenatore Giuseppe Laterza, prelevato dal Fasano, e del DS Francesco Montervino, che ritorna a Taranto a 4 anni di distanza dall'ultima volta. Il campionato parte il 27 settembre con il pareggio per 0-0 in trasferta contro l'AZ Picerno, che a fine anno contenderà sino all'ultima giornata il primato alla formazione jonica. La stagione prosegue con le affermazioni contro Bitonto e Puteolana e l'inatteso stop interno contro il Sorrento con il punteggio di 2-1. Dopo questa sconfitta, il Taranto a causa di problematiche relative al COVID-19 e alla sospensione momentanea del campionato, torna in campo solo il 22 novembre, battendo il Brindisi per 1-0. Seguono poi due pareggi esterni contro Casarano e Gravina, entrambi maturati nei minuti finali, con i rossoblù che vengono agguantati nei minuti di recupero.
Con la vittoria sul campo del Nardò il 23 dicembre, il Taranto si porta in testa alla classifica in coabitazione con Casarano e Sorrento. All'inizio dell'anno, più di 15 atleti della compagine jonica risultano positivi al Covid-19. A causa dell'elevato numero di casi, il Taranto è costretto a subire un ulteriore mese di stop tornando in campo solo il 31 gennaio nel match terminato a reti bianche contro il Team Altamura.
Il campionato vive la svolta tra la fine di marzo e l'inizio di aprile. Infatti, i pugliesi ottengono cinque vittorie consecutive e dopo il successo al Curlo di Fasano, il vantaggio sulle seconde Picerno e Fidelis Andria è di 8 punti. Successivamente, inizia un periodo difficile: infatti il Taranto nelle tre partite che seguono ottiene appena due punti, perdendo clamorosamente in casa per 3-2 contro il Portici. Una sconfitta che permette al Picerno di portarsi ad un solo punto dagli jonici a tre giornate dalla fine. Le distanze, tuttavia, vengono nuovamente ampliate la domenica successiva, quando il Taranto torna alla vittoria sul campo del Molfetta, mentre i lucani pareggiano in casa per 2-2 contro il Casarano, che trova il gol del pari al 94º minuto. Dopo la vittoria interna contro l'Altamura, il Taranto pareggia a Francavilla in Sinni contro il FC Francavilla per 0-0 e, complice il successo del Picerno contro il Real Aversa, si vede ridotto il vantaggio da 3 ad 1 punto a due giornate dalla fine. La compagine di Mister Laterza, tuttavia, riesce a mantenere il vantaggio nelle ultime due decisive giornate, battendo in casa il Audace Cerignola per 4-2 e vincendo all'ultima giornata sul campo del Lavello per 3-2, grazie ad una rete del giovane Santarpia a 8 minuti dalla fine. Grazie a questo successo il Taranto chiude il campionato al primo posto a quota 69 punti, con il Picerno a -1. Per i rossoblù si tratta della prima promozione sul campo a distanza di 15 anni dall'ultima volta.

## Organigramma societario
Area direttiva
- Presidente: Massimo Giove
- Vice-presidente: Enzo Sapia
- Segretario Generale: Mariagrazia Sigrisi
- Addetto Stampa: Caterina Cerino

Area tecnica
- Direttore Sportivo: Francesco Montervino
- Allenatore: Giuseppe Laterza
- Allenatore in seconda: Giuseppe Lentini
- Preparatore atletico: Francesco Rizzo
- Preparatore dei portieri: Giovanni Indiveri
- Match Analyst: Angelica Ivone
- Magazzinieri: Aldo Scardino

Area Sanitaria
- Responsabile sanitario: Giuseppe Volpe

## Rosa
| N. |                           | Ruolo | Calciatore            |
| -- | ------------------------- | ----- | --------------------- |
|    | Italia (bandiera)         | P     | Alex Sposito          |
|    | Polonia (bandiera)        | P     | Dorian Ciezkowski     |
|    | Italia (bandiera)         | P     | Francesco Stasi       |
|    | Italia (bandiera)         | P     | Gennaro Zagari        |
|    | Italia (bandiera)         | P     | Tiziano Caccetta      |
|    | Italia (bandiera)         | D     | Marco Caldore         |
|    | Italia (bandiera)         | D     | Antonio Guastamacchia |
|    | Italia (bandiera)         | D     | Gianmarco Rizzo       |
|    | Argentina (bandiera)      | D     | Manuel Gonzalez       |
|    | Italia (bandiera)         | D     | Antonio Ferrara       |
|    | Albania (bandiera)        | D     | Robert Sheu           |
|    | Italia (bandiera)         | D     | Aniello Boccia        |
|    | Italia (bandiera)         | D     | Amedeo Silvestri      |
|    | Italia (bandiera)         | C     | Massimiliano Marsili  |
|    | Italia (bandiera)         | C     | Antonio Marino        |
|    | Italia (bandiera)         | C     | Alberto Acquadro      |
|    | Camerun (bandiera)        | C     | Kelvin Ewome Matute   |
|    | Argentina (bandiera)      | C     | Fernando Tissone      |
|    | Costa d'Avorio (bandiera) | C     | Aboubakar Diaby       |

| N. |                      | Ruolo | Calciatore          |
| -- | -------------------- | ----- | ------------------- |
|    | Italia (bandiera)    | C     | Leandro Versienti   |
|    | Italia (bandiera)    | C     | Michele Sernia      |
|    | Italia (bandiera)    | C     | Francesco Marrazzo  |
|    | Marocco (bandiera)   | C     | Soufiane Lagzir     |
|    | Senegal (bandiera)   | C     | Ibrahima Ba         |
|    | Argentina (bandiera) | C     | Leandro Guaita      |
|    | Argentina (bandiera) | A     | Guido Abayan        |
|    | Italia (bandiera)    | A     | Christian Mariano   |
|    | Argentina (bandiera) | A     | Denis Stracqualursi |
|    | Italia (bandiera)    | A     | Antonio Santarpia   |
|    | Italia (bandiera)    | A     | Luigi Falcone       |
|    | Argentina (bandiera) | A     | Luis Alfageme       |
|    | Italia (bandiera)    | A     | Vincenzo Corvino    |
|    | Italia (bandiera)    | A     | Paolo Serafino      |
|    | Italia (bandiera)    | A     | Luigi Calemme       |
|    | Argentina (bandiera) | A     | Augusto Josè Diaz   |
|    | Argentina (bandiera) | A     | Gaston Corado       |
|    | Argentina (bandiera) | A     | Nicolas Rizzo       |

## Calciomercato

### Sessione estiva(dal 01/07 al 30/10)
| Acquisti | Acquisti              | Acquisti            | Acquisti      |
| R.       | Nome                  | da                  | Modalità      |
| -------- | --------------------- | ------------------- | ------------- |
| P        | Francesco Stasi       | Benevento           | definitivo    |
| P        | Dorian Ciezkowski     | Verona              | definitivo    |
| P        | Antonio Oliva         | Rotonda             | fine prestito |
| P        | Mario Giappone        | Chieri              | fine prestito |
| D        | Gianmarco Rizzo       | Fasano              | definitivo    |
| D        | Manuel Gonzalez       | Fasano              | definitivo    |
| D        | Marco Caldore         | Casertana           | definitivo    |
| D        | Antonio Guastamacchia | Savoia              | definitivo    |
| D        | Aniello Boccia        | Juve Stabia         | prestito      |
| D        | Robert Sheu           | Carrarese           | prestito      |
| D        | Marco Iannò           | Ragusa              | fine prestito |
| C        | Aboubakar Diaby       | Licata              | definitivo    |
| C        | Gianluca Mastromonaco | Carpi               | definitivo    |
| C        | Massimiliano Marsili  | Bitonto             | definitivo    |
| C        | Ibrahima Ba           | Acireale            | definitivo    |
| C        | Alberto Acquadro      | Pineto              | definitivo    |
| C        | Francesco Marrazzo    | Napoli              | prestito      |
| C        | Giovanni Giunta       | Atletico Racale     | fine prestito |
| A        | Vincenzo Corvino      | Fasano              | definitivo    |
| A        | Luis Alfageme         | Avellino            | definitivo    |
| A        | Denis Stracqualursi   | Atlético de Rafaela | definitivo    |
| A        | Luigi Falcone         | Pistoiese           | definitivo    |
| A        | Christian Mariano     | Monopoli            | definitivo    |
| A        | Sofiane Lagzir        | Ħamrun Spartans     | definitivo    |
| A        | Antonio Santarpia     | Cavese              | definitivo    |
| A        | Francesco Rizzo       | Corato              | fine prestito |

| Cessioni | Cessioni                | Cessioni         | Cessioni      |
| R.       | Nome                    | a                | Modalità      |
| -------- | ----------------------- | ---------------- | ------------- |
| P        | Pierluca Pizzaleo       | Massafra         | definitivo    |
| P        | Antonio Oliva           |                  | svincolato    |
| P        | Stefano Carriero        | Benevento        | fine prestito |
| P        | Mario Giappone          | Dattilo Noir     | prestito      |
| D        | Silvio Pietrucci        | Cittanovese      | definitivo    |
| D        | Giacinto Allegrini      | Audace Cerignola | definitivo    |
| D        | Luigi Manzo             | Savoia           | definitivo    |
| D        | Alex Benvenga           | Casarano         | definitivo    |
| D        | Salvatore Pelliccia     | Bisceglie        | definitivo    |
| D        | Bruno Cascione          | Messina          | definitivo    |
| D        | Marco Iannò             |                  | svincolato    |
| D        | Kley Luca               |                  | svincolato    |
| C        | Kenneth Van Ransbeeck   | Albalonga        | definitivo    |
| C        | Vincenzo Masi           | Sorrento         | definitivo    |
| C        | Giovanni Giunta         | Montescaglioso   | definitivo    |
| C        | Stefano Manzo           | Fidelis Andria   | definitivo    |
| C        | Marco Cuccurullo        | Benevento        | fine prestito |
| A        | Giuseppe Genchi         | Bitonto          | definitivo    |
| A        | Gustavo Goretta         | Rotonda          | definitivo    |
| A        | Emiliano Olcese         | Pineto           | definitivo    |
| A        | Fabio Oggiano           | Albalonga        | definitivo    |
| A        | Alessandro Avantaggiato | Lecce            | fine prestito |

### Operazioni successive alla sessione estiva
| Acquisti | Acquisti      | Acquisti   | Acquisti   |
| R.       | Nome          | da         | Modalità   |
| -------- | ------------- | ---------- | ---------- |
| A        | Luigi Calemme | svincolato | definitivo |

| Cessioni | Cessioni          | Cessioni       | Cessioni   |
| R.       | Nome              | a              | Modalità   |
| -------- | ----------------- | -------------- | ---------- |
| C        | Ibrahima Ba       | Acireale       | definitivo |
| A        | Christian Mariano | Fidelis Andria | definitivo |

### Sessione invernale(dal 01/12 al 30/04)
| Acquisti | Acquisti          | Acquisti            | Acquisti   |
| R.       | Nome              | da                  | Modalità   |
| -------- | ----------------- | ------------------- | ---------- |
| A        | Guido Abayan      | Città di Sant'Agata | definitivo |
| A        | Jose Augusto Diaz | Linense             | definitivo |
| C        | Fernando Tissone  | svincolato          | definitivo |
| C        | Leandro Versienti | Casarano            | definitivo |
| A        | Gaston Corado     | Castrovillari       | definitivo |
| P        | Tiziano Caccetta  | Fasano              | definitivo |
| P        | Gennaro Zagari    | svincolato          | definitivo |
| D        | Amedeo Silvestri  | Acireale            | definitivo |
| A        | Ncolas Rizzo      | Acireale            | definitivo |

| Cessioni | Cessioni            | Cessioni        | Cessioni   |
| R.       | Nome                | a               | Modalità   |
| -------- | ------------------- | --------------- | ---------- |
| C        | Soufiane Lagzir     | Ħamrun Spartans | definitivo |
| A        | Denis Stracqualursi | Fasano          | definitivo |
| D        | Marco Caldore       | Juve Stabia     | definitivo |
| A        | Luigi Calemme       | Brindisi        | definitivo |
| C        | Antonio Marino      | Fidelis Andria  | prestito   |
| C        | Alberto Acquadro    | Messina         | definitivo |
| A        | Guido Abayan        | Gravina         | definitivo |
| P        | Francesco Stasi     | Fidelis Andria  | definitivo |

## Risultati

### Serie D

#### Girone di andata
| Marsicovetere 27 settembre 2020, ore 15:00 CEST 1ª giornata | AZ Picerno          | 0 – 0 | Taranto | Stadio comunale Francesco Sanchirico\| Arbitro: \| Gigliotti (Cosenza) \| |
| Arbitro:                                                    | Gigliotti (Cosenza) |       |         |                                                                           |

| Arbitro: | Mirabella (Napoli) |

|                               |           |           |
| Lagzir 14’ (rig.), 51’ (rig.) | Marcatori | 57’ Sirri |

| Arbitro: | Giaconetti (Gubbio) |

|              |           |                                               |
| Piacente 33’ | Marcatori | 3’ Santarpia 55’ Stracqualursi 90+2’ Alfageme |

| Arbitro: | Di Francesco (Ostia Lido) |

|            |           |                         |
| Matute 71’ | Marcatori | 69’ Cacace 78’ Liccardi |

| Arbitro: | Di Cicco (Lanciano) |

|               |           |              |
| Favetta 90+5’ | Marcatori | 45+1’ Guaita |

| Arbitro: | Rispoli (Locri) |

|              |           |  |
| Acquadro 40’ | Marcatori |  |

| Arbitro: | De Capua (Napoli) |

|              |           |           |
| Ficara 90+6’ | Marcatori | 41’ Diaby |

| Arbitro: | Restaldo (Ivrea) |

|                         |           |             |
| Santarpia 16’ Rizzo 65’ | Marcatori | 81’ Mariani |

| Arbitro: | De Angeli (Milano) |

|  |           |            |
|  | Marcatori | 19’ Matute |

| Taranto 10 febbraio 2021, ore 14:30 CEST 10ª giornata | Taranto                  | 0 – 0 | Fasano | Stadio Erasmo Iacovone\| Arbitro: \| Fantozzi (Civitavecchia) \| |
| Arbitro:                                              | Fantozzi (Civitavecchia) |       |        |                                                                  |

| Arbitro: | Pezzopane (L'Aquila) |

|               |           |            |
| Santarpia 66’ | Marcatori | 26’ Monaco |

| Arbitro: | Negrelli (Finale Emilia) |

|            |           |                                                |
| Arpino 18’ | Marcatori | 26’ Santarpia 39’ Tissone 51’ Falcone 58’ Diaz |

| Arbitro: | Mucera (Palermo) |

|                                                 |           |                |
| Serafino 28’ Diaz 70’ (rig.) Corvino 89’ (rig.) | Marcatori | 76’ Strambelli |

| Altamura 31 gennaio 2021, ore 14:30 CEST 14ª giornata | Team Altamura          | 0 – 0 | Taranto | Stadio Tonino D'Angelo\| Arbitro: \| Arcidiacono (Acireale) \| |
| Arbitro:                                              | Arcidiacono (Acireale) |       |         |                                                                |

| Arbitro: | Bozzetto (Bergamo) |

|                         |           |  |
| Falcone 14’ Marsili 35’ | Marcatori |  |

| Cerignola 7 febbraio 2021, ore 14:30 CEST 16ª giornata | Audace Cerignola | 0 – 0 | Taranto | Stadio Domenico Monterisi\| Arbitro: \| Ganci (Enna) \| |
| Arbitro:                                               | Ganci (Enna)     |       |         |                                                         |

| Arbitro: | Canci (Carrara) |

|                              |           |  |
| Abayan 32’ Guaita 58’ (rig.) | Marcatori |  |

#### Girone di ritorno
| Arbitro: | Gemelli (Messina) |

|            |           |             |
| Falcone 4’ | Marcatori | 7’ Albadoro |

| Arbitro: | Robilotta (Sala Consilina) |

|             |           |  |
| Taurino 63’ | Marcatori |  |

| Arbitro: | Poto (Mestre) |

|            |           |  |
| Guaita 25’ | Marcatori |  |

| Arbitro: | Diop (Treviglio) |

|  |           |                                   |
|  | Marcatori | 24’ Santarpia 44’ Corado 66’ Diaz |

| Taranto 21 marzo 2021, ore 14:30 CEST 22ª giornata | Taranto            | 0 – 0 | Casarano | Stadio Erasmo Iacovone\| Arbitro: \| D'Eusanio (Faenza) \| |
| Arbitro:                                           | D'Eusanio (Faenza) |       |          |                                                            |

| Arbitro: | Luongo (Napoli) |

|             |           |                                               |
| Nives 45+1’ | Marcatori | 53’ (rig.) N.Rizzo 63’ Diaz 79’ Guastamacchia |

| Arbitro: | Cutrufo (Catania) |

|          |           |  |
| Diaz 29’ | Marcatori |  |

| Aversa 28 aprile 2021, ore 15:00 CEST 25ª giornata | Real Aversa       | 0 – 0 | Taranto | Stadio Augusto Bisceglia\| Arbitro: \| Ceriello (Chiari) \| |
| Arbitro:                                           | Ceriello (Chiari) |       |         |                                                             |

| Arbitro: | Borriello (Arezzo) |

|                   |           |  |
| Guastamacchia 61’ | Marcatori |  |

| Arbitro: | Gandino (Alessandria) |

|             |           |                               |
| Gentile 78’ | Marcatori | 50’ (rig.) Corvino 80’ Matute |

| Arbitro: | Tesi (Lucca) |

|             |           |              |
| Prinari 72’ | Marcatori | 28’ Alfageme |

| Arbitro: | Zago (Conegliano) |

|                         |           |                              |
| Gonzalez 26’ Diaz 45+1’ | Marcatori | 39’, 46’ Prisco 45’ D'Acunto |

| Arbitro: | Burlando (Genova) |

|                  |           |                                  |
| Strambelli 90+3’ | Marcatori | 23’ Diaz 26’ Diaby 86’ Versienti |

| Arbitro: | Pistarelli (Fermo) |

|            |           |  |
| Corado 53’ | Marcatori |  |

| Francavilla in Sinni 30 maggio 2021, ore 16:00 CEST 32ª giornata | FC Francavilla | 0 – 0 | Taranto | Stadio Nunzio Fittipaldi\| Arbitro: \| Vingo (Pisa) \| |
| Arbitro:                                                         | Vingo (Pisa)   |       |         |                                                        |

| Arbitro: | Fichera (Milano) |

|                                              |           |                          |
| Marsili 1’ N.Rizzo 11’, 54’ (rig.) 15’ Diaby | Marcatori | 20’ Malcore 46’ Loiodice |

| Arbitro: | Ursini (Pescara) |

|                         |           |                                      |
| Dell'Orfanello 17’, 57’ | Marcatori | 33’ Corado 42’ G.Rizzo 82’ Santarpia |